# Jacob's Ladder (film)
Jacob's Ladder is een psychologische horrorfilm uit 1990 die werd geregisseerd door Adrian Lyne en is gebaseerd op een scenario van Bruce Joel Rubin. De hoofdrollen worden vertolkt door Tim Robbins, Elizabeth Peña, Danny Aiello en Jason Alexander. Kindacteur Macaulay Culkin (Home Alone) speelt een kleine rol die hem later bekend zou maken.
Volgens de scenarioschrijver kan het verhaal gezien worden als een moderne interpretatie van het Tibetaans dodenboek.

## Verhaal
De film opent op 6 oktober 1971 in de Vietnamoorlog. Jacob Singer is een soldaat in de Mekongdelta in Vietnam. Helikopters vliegen over hem heen, met daarin spullen voor een aanvalsoperatie tegen de Vietcong. Zonder enige waarschuwing komt Jacobs groep onder vuur te liggen. De soldaten proberen dekking te zoeken, maar dan beginnen ze zich raar te gedragen zonder enige reden. Jacob probeert het vreemde gedrag te onderdrukken en ervan te ontsnappen. Dan flitst de film van Vietnam naar Jacobs herinneringen aan zijn zoon Gabe en zijn ex-vrouw Sarah tot het heden, toen Jacob getrouwd was met Jezebel en in New York woonde. In New York lijkt het kwaad Singer te achtervolgen, demonen duiken overal op en plegen aanslagen op zijn leven. Tevens wordt duidelijk dat Jacobs zoon Gabe voor de Vietnamoorlog was aangereden door een auto en daarbij overleed.
Hoe langer het verhaal voortduurt, des te erger Jacobs hallucinaties worden. Jacob begint onderzoek te doen en krijgt te weten dat er gedurende de Vietnamoorlog chemische experimenten op Amerikaanse soldaten werden uitgevoerd. Hij komt in contact met Michael Newman, een scheikundige die in Saigon werkte aan een drug die de agressie van soldaten doet toenemen. Tevens blijkt dat diezelfde drug werd toegediend aan Jacobs groep soldaten in Vietnam, en dat zij daarbij door agressie elkaar aanvielen in plaats van de vijand. Hier vindt ook een omslag plaats in het verhaal, het blijkt dat Jacob in Vietnam overleed en al zijn gebeurtenissen erna hallucinaties zijn. Eindelijk zijn Jacob en zijn overleden zoon Gabe weer verenigd, in het hiernamaals.
De film eindigt met de boodschap dat het Amerikaanse leger experimenteerde met de hallucinogene drug BZ, maar dat het Pentagon dat ontkent.

## Rolverdeling
| Acteur              | Personage    |
| ------------------- | ------------ |
| Tim Robbins         | Jacob Singer |
| Elizabeth Peña      | Jezebel      |
| Danny Aiello        | Louis        |
| Matt Craven         | Michael      |
| Pruitt Taylor Vince | Paul         |
| Jason Alexander     | Geary        |
| Patricia Kalember   | Sarah        |
| S. Epatha Merkerson | Elsa         |

## Kenmerken

### "The Ladder"
In de titel wordt gesproken over "the ladder". In de film wordt Jacob verteld dat hem op zijn laatste dag in de Vietnamoorlog de drug "The Ladder" is toegediend. Ook wordt hem gezegd dat deze drug ervoor zorgt dat mensen doelgericht ("Straight down the ladder", zoals wordt gezegd door een personage) worden en recht op het gevaar afgaan. In de film wordt eveneens verwezen naar een religieuze betekenis van "the ladder", zo staat Jacob aan het einde van zijn hallucinaties bij een trap naar het hiernamaals.

### Effecten
In de film wordt geëxperimenteerd met een effect dat later in vele films en tv-series is geïmiteerd, nl. het snel laten ronddraaien van het hoofd van een personage. Dit effect wordt ook toegepast in de Silent Hill-videospellen, de films The Amityville Horror, Saw, The Ring en Oldboy en de tv-series The X-Files en Supernatural.

## Prijzen en nominaties
In 1991 won "Jacob's Ladder" op het Avoriaz Fantastic Film Festival de Audience Award en de Critics Award.